# Hylaeus ikedai
Hylaeus ikedai is een vliesvleugelig insect uit de familie Colletidae. De wetenschappelijke naam van de soort is voor het eerst geldig gepubliceerd in 1936 door Yasumatsu.